# Lac-de-l'Est
Ne doit pas être confondu avec Lac de l'Est (Kamouraska) ou Lac de l'Est (Wuhan).
Lac-de-l'Est est un hameau compris dans le territoire de Mont-Carmel, au Kamouraska, au Québec (Canada). Autrefois voué à l'exploitation de la forêt, il est dorénavant tourné vers la villégiature.

## Toponymie
Le hameau est nommé en référence au lac au bord duquel il est situé. Le lac de l'Est est nommé ainsi en raison de sa position orientale par rapport au lac Sainte-Anne, un autre lac situé à proximité.
Le toponyme Eatonville identifie d'abord le lieu, mais l'usage retient Lac-de-l'Est, qui est officialisé en 1982.

## Géographie
Le hameau est situé sur le territoire de la municipalité de Mont-Carmel, dans la municipalité régionale de comté de Kamouraska, dans la région administrative du Bas-Saint-Laurent, au Québec (Canada).
La villégiature est la principale activité du hameau. Les activités forestières et minières sont limitées par différents statuts de protection,.
La Municipalité de Mont-Carmel y possède un terrain de camping, qui est exploité par la Corporation de développement de Mont-Carmel, un organisme à but non lucratif.

## Histoire
Louis Dionne et Marie Launière sont les premiers à s'établir de façon permanente au lac de l'Est, vers 1885.
En 1894, un premier moulin à scie est construit par les frères néo-brunswickois Fawrs sur les rives du lac de l'Est; les billots transformés près du plan d'eau sont transportés par flottage sur le fleuve Saint-Jean. L'industrie forestière attire la main d'œuvre sur les rives du plan d'eau, si bien qu'un hameau s'y constitue. Les activités sont d'abord saisonnières et le hameau se peuple l'hiver. Il prend suffisamment d'importance pour être desservi par un bureau de poste à partir de 1898.
Le chemin de fer National Transcontinental dessert le hameau à partir de 1912, à la gare East Lake―Eatonville. Le service de passagers est interrompu cinquante ans plus tard.
En 1925, l'érection par la forestière Fraser Papers d'un moulin fonctionnant à l'année vient pérenniser l'établissement. La compagnie s'approvisionne alors en bois sur les terres de l'Eaton Land Company. La population du hameau atteint 300, voire 350 personnes vers 1930,. L'occupation redevient saisonnière après les années 1960, alors que l'industrie forestière cède le pas à la villégiature. En août 1962, Jean-Baptiste Bérubé est le dernier habitant permanent à quitter Lac-de-l'Est.
Une chapelle est construite en 1926 et utilisée comme école jusqu'en 1946. La chapelle est vendue aux Pères du Saint-Esprit en 1962, puis à la Paroisse de Mont-Carmel en 1984. L'association des résidents du lac de l'Est rachètent la chapelle exécrée en 2001.